# 4886 Kojima
4886 Kojima eller 1981 EZ14 är en asteroid i huvudbältet som upptäcktes den 1 mars 1981 av den amerikanska astronomen Schelte J. Bus vid Siding Spring-observatoriet. Den är uppkallad efter Hideyasu Kojima.
Asteroiden har en diameter på ungefär 7 kilometer.